# Річард Фішер
Джеймс Рі́чард Фі́шер (народився 10 грудня 1943) — американський астроном. Здобув ступінь доктора філософії в галузі астрономії 1972 року в Університеті Меріленд, Коледж-Парк і його ступінь бакалавра. У 1965 році здобув ступінь доктора фізики в Університеті штату Пенсільванія, Юніверсіті Парк.

## Освіта й дослідження
Значна частина кар'єри Фішера була пов'язана з радіоастрономічними приладами, включно з проєктуванням телескопів, пом'якшенням радіочастотних перешкод і обробкою сигналів. Він приєднався до NRAO у 1972 році на Green Bank, Західна Вірджинія. Він був частиною команди, яка задумала та спроєктувала там 100-метровий телескоп Green Bank. У 2005 році він перейшов до Центральної лабораторії розробки в штаб-квартирі NRAO в Шарлоттсвіллі, звідки пішов у відставку в 2012 році, але продовжує брати активну участь у проєктах приладобудування.
З 1978 по 1980 рік він провів 18 місяців у радіофізичній лабораторії CSIRO в Сіднеї, Австралія, а на зворотному шляху провів 2 місяці в Дослідницькому інституті Рамана в Бангалорі, Індія.
Разом з Р. Брентом Таллі він запропонував співвідношення Таллі — Фішера, кореляцію між світністю галактики та шириною ліній випромінювання в її спектрі.